# Arisemus barbarus
Arisemus barbarus är en tvåvingeart som beskrevs av Quate och Brown 2004. Arisemus barbarus ingår i släktet Arisemus och familjen fjärilsmyggor.
Artens utbredningsområde är Costa Rica. Inga underarter finns listade i Catalogue of Life.